# Robert Strange

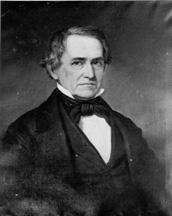
Robert Strange

Robert Strange (* 20. September 1796 in Manchester, Chesterfield County, Virginia; † 19. Februar 1854 in Fayetteville, North Carolina) war ein US-amerikanischer Politiker der Demokratischen Partei. Er vertrat den Bundesstaat North Carolina im Senat der Vereinigten Staaten.
Strange stammte aus Manchester, das später ein Stadtteil des Landeshauptstadt Richmond wurde. Er besuchte das Washington College in Lexington und machte 1815 seinen Abschluss am Hampden-Sydney College im Süden Virginias. Danach begann er als Jurist in Fayetteville zu arbeiten.
Von 1821 bis 1823 gehörte Strange erstmals dem House of Commons von North Carolina an; 1826 wurde er erneut in diese Parlamentskammer gewählt. Zwischen 1827 und 1836 fungierte er als Richter am Obersten Gerichtshof von North Carolina.
Nach dem Rücktritt von US-Senator Willie Person Mangum wurde Robert Strange zu dessen Nachfolger gewählt. Er gehörte dem Senat vom 5. Dezember 1836 bis zum 16. November 1840 an, als er selbst zurücktrat, um wieder seinem Beruf als Anwalt nachgehen zu können. Überdies übte er noch das Amt des Solicitor für den fünften Gerichtsbezirk von North Carolina aus. Er starb 1854 in Fayetteville und wurde auf dem nahe gelegenen Familienfriedhof beigesetzt.
Strange war auch als Autor tätig. Mit Eoneguski, or the Cherokee Chief schuf er den ersten Roman über North Carolina.